# Miroslav Koranda
Miroslav Koranda (Prága, 1934. november 6. – 2008. október 6.) olimpiai és Európa-bajnok cseh evezős.

## Pályafutása
Az 1952-es helsinki olimpián kormányos négyesben olimpiai bajnok lett. Az 1953-as és 1956-os Európa-bajnokságon arany-, az 1957-esen bronzérmes lett. 1953-ban kormányos négyesben, 1956-ban és 1957-ben nyolcasban szerzett érmet.

## Sikerei, díjai
- Olimpiai játékok
  - aranyérmes: 1952, Helsinki (kormányos négyes)
- Európa-bajnokság
  - aranyérmes: 1953, 1956
  - bronzérmes: 1957